# Тясминський каньйон
Тя́сминський каньйо́н — каньйон на річці Тясмин, у районі міста Кам'янка Черкаського району Черкаської області. Утворений у протерозойських гранітах, вік яких оцінюється у 2 мільярди років.

## Опис
Тясминський каньйон — цінна пам'ятка природи. Стрімкі, майже прямовидні скелі на лівому боці річки піднімаються вгору подекуди на 12—15 метрів. Скелі густо поросли молодим лісом з татарського та американського кленів, глоду та інших порід. Хоч вік цих насаджень невеликий, вони мають важливе протиерозійне і наукове значення. Тут трапляються рідкісні для області папороті — аспленій волосовидний, аспленій стінний, багатоніжка та цистоптерис ламкий. Особливу наукову цінність Тясминського каньйону становить флора мохів гранітних скель, що зрошуються вапняковими водами. Український біолог А. С. Лазуренко відкрив і описав у цьому місці реліктовий комплекс мохів, котрі збереглися тут ще з льодовикового часу. Усі вони дуже рідкісні, а місце зростання десматадону українського — єдине в Україні.
Неабиякий інтерес викликає у ботаніків флора та рослинність степових схилів і ділянок степу, що розкинулись по обидва боки Тясмину. На степових схилах домінують ковилово-типчакові угрупування, які колись переважали в українських степах, а тепер збереглися лише подекуди. Крім таких характерних степових видів різнотрав'я, як рутвиця мала, вероніка австрійська, миколайчики сині, тут зростають мало поширені в регіоні види — півники угорські, ковила волосиста (тирса), що занесені до «Червоної книги України».
Оригінальний вигляд мають ділянки степу на пологих схилах з гранітними виходами — «лобами». Вони майже скрізь вкриті типчаком і розетками молодила руського, яке рідко побачиш у такій кількості. В цьому угрупуванні зростають також властиві кам'янистим степам рослини — цибуля подільська, авринія скельна, чебрець та інші. Заповнені гумусом тріщини скель заселяють авринія скельна, тонконіг вузьколистий, а з кущів — кизильник чорноплідний.

## Природно-заповідний об'єкт
У Тясминському каньйоні відповідно до рішення Черкаського облвиконкому від 13.05.1995 року № 288 створено однойменну комплексну пам'ятку природи місцевого значення на площі 1,497 га. Землекористувач або землевласник, у віданні якого перебуває заповідний об'єкт,— Кам'янський державний історико-культурний заповідник..
Також у межах каньйону розташована геологічна пам'ятка природи Дівоча Скеля.

## Галерея

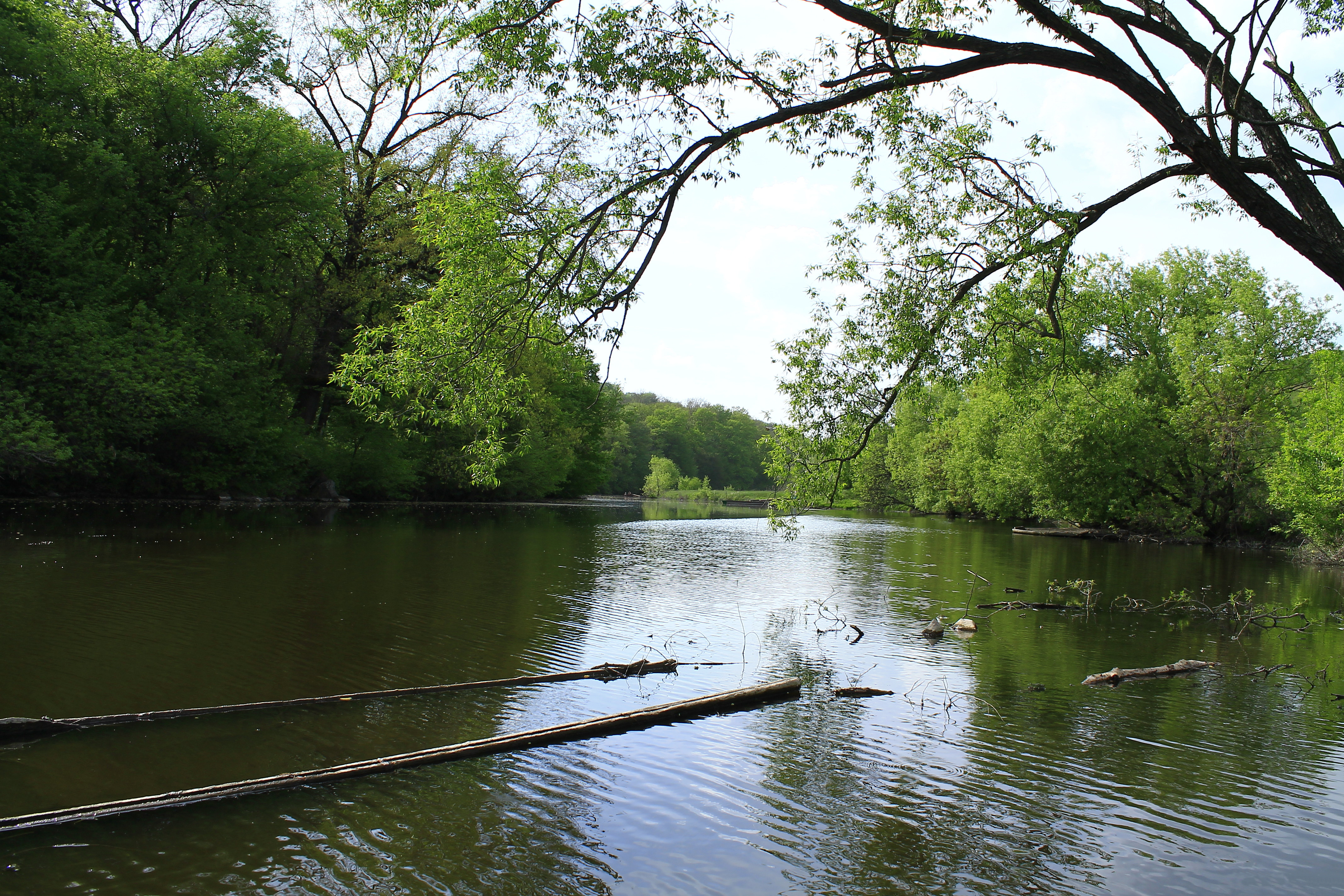
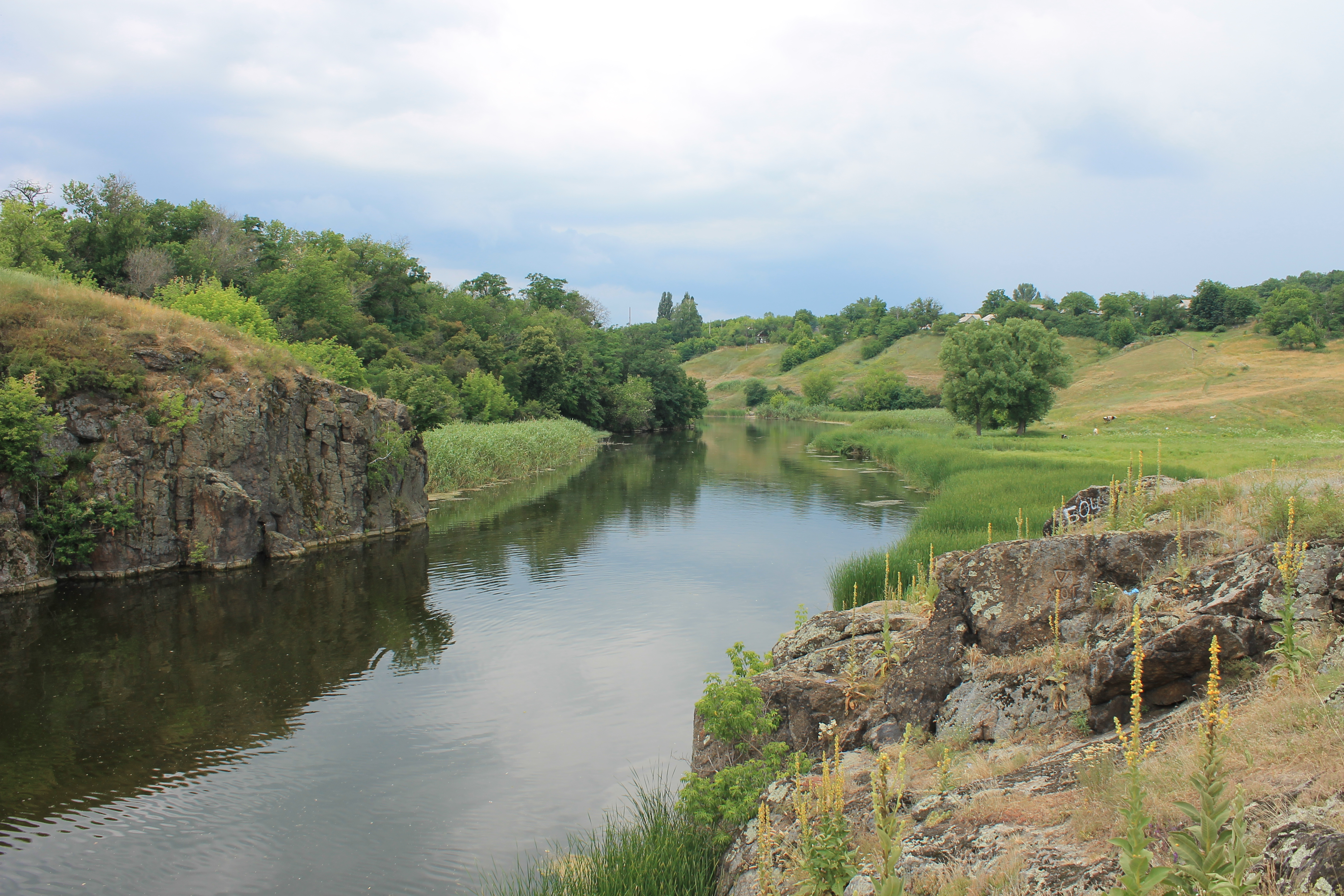
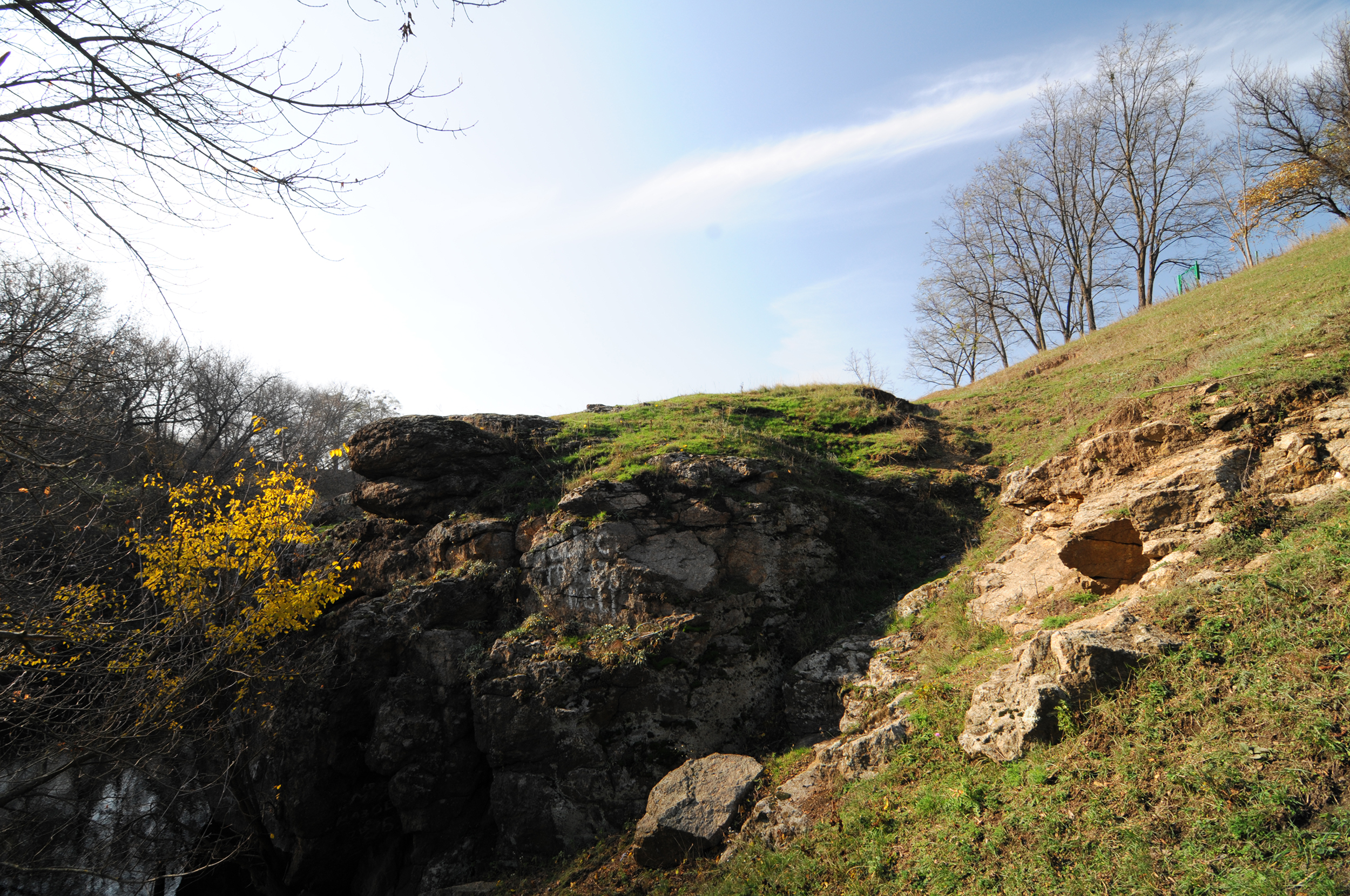
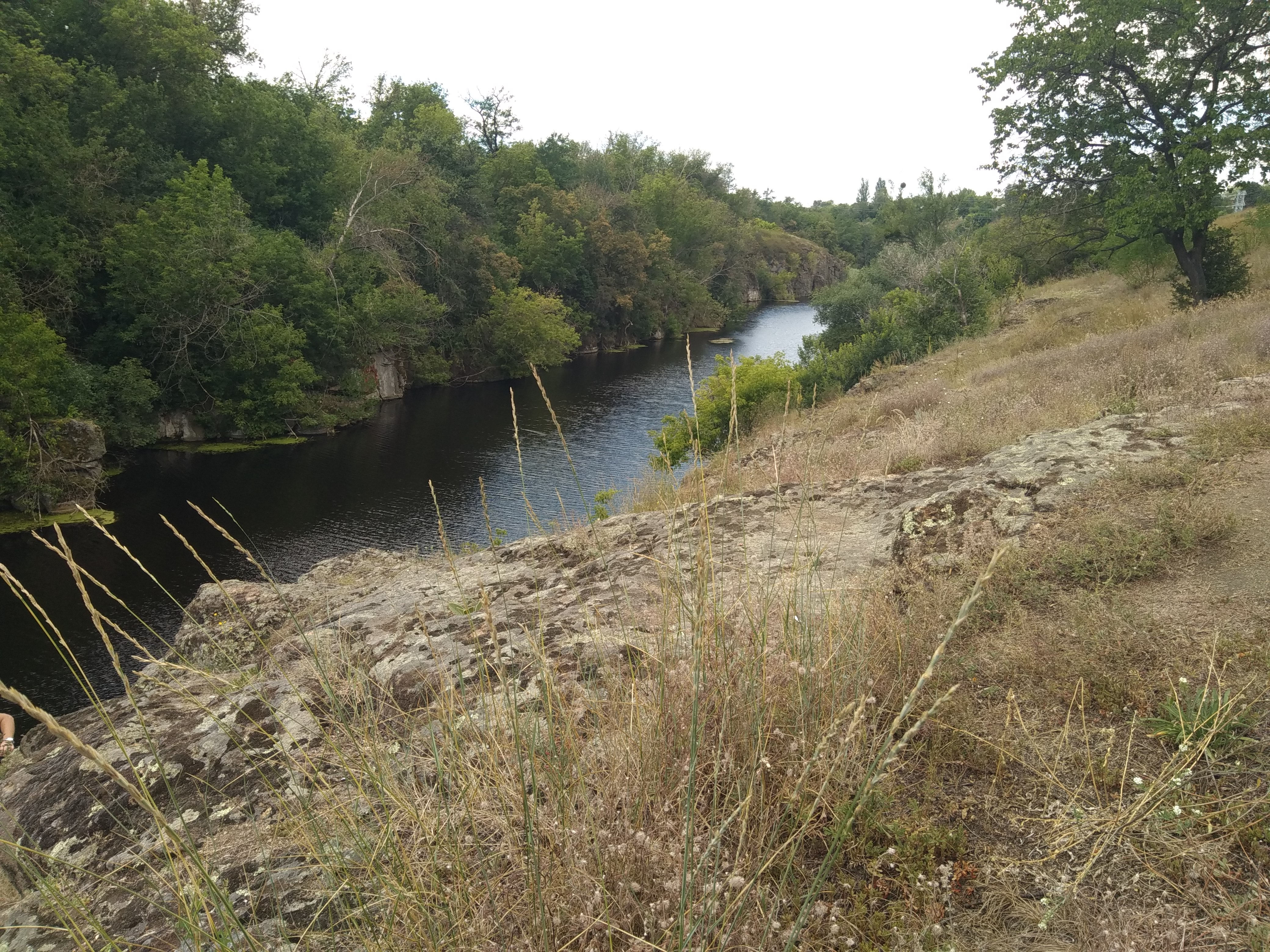
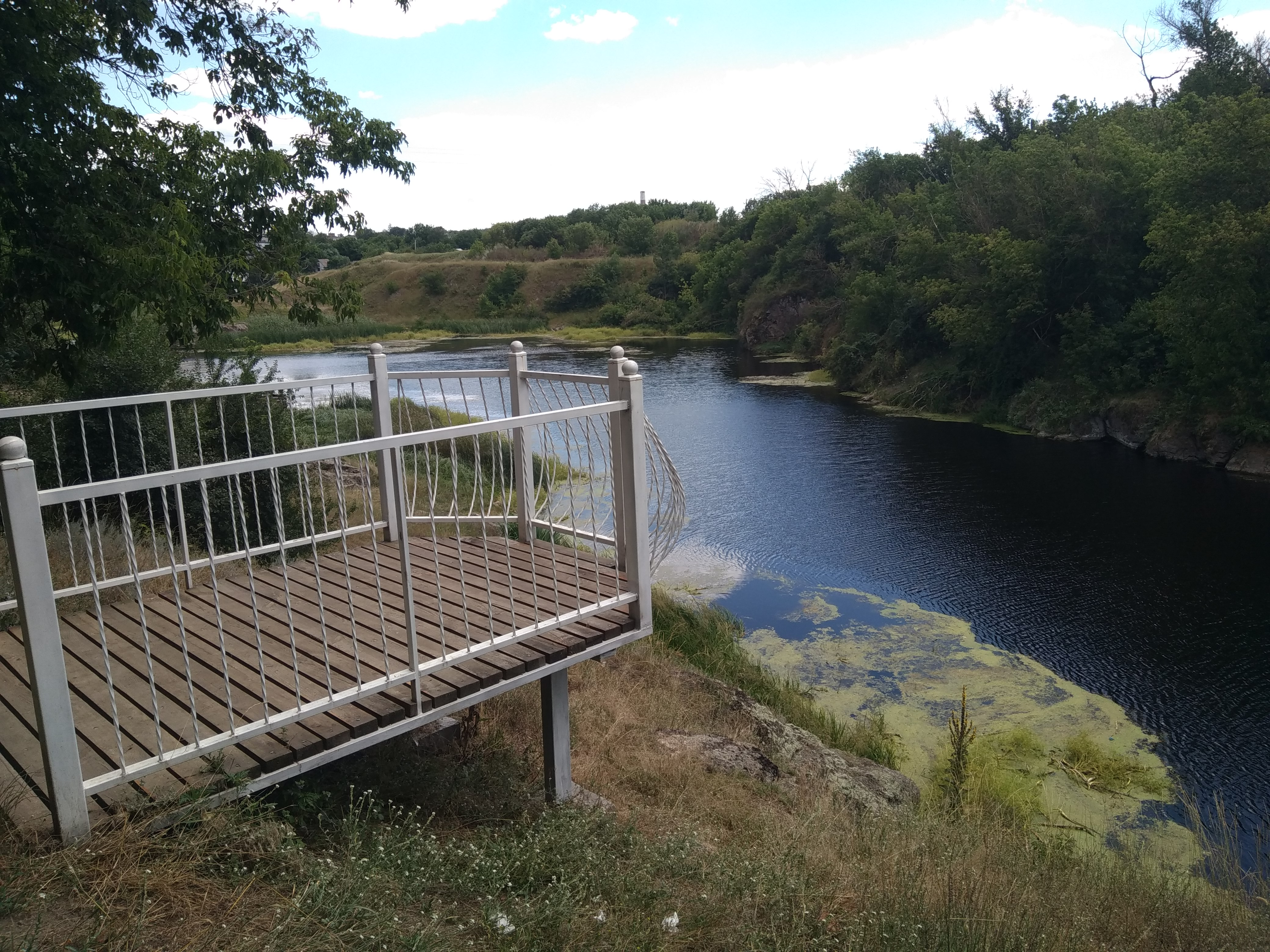
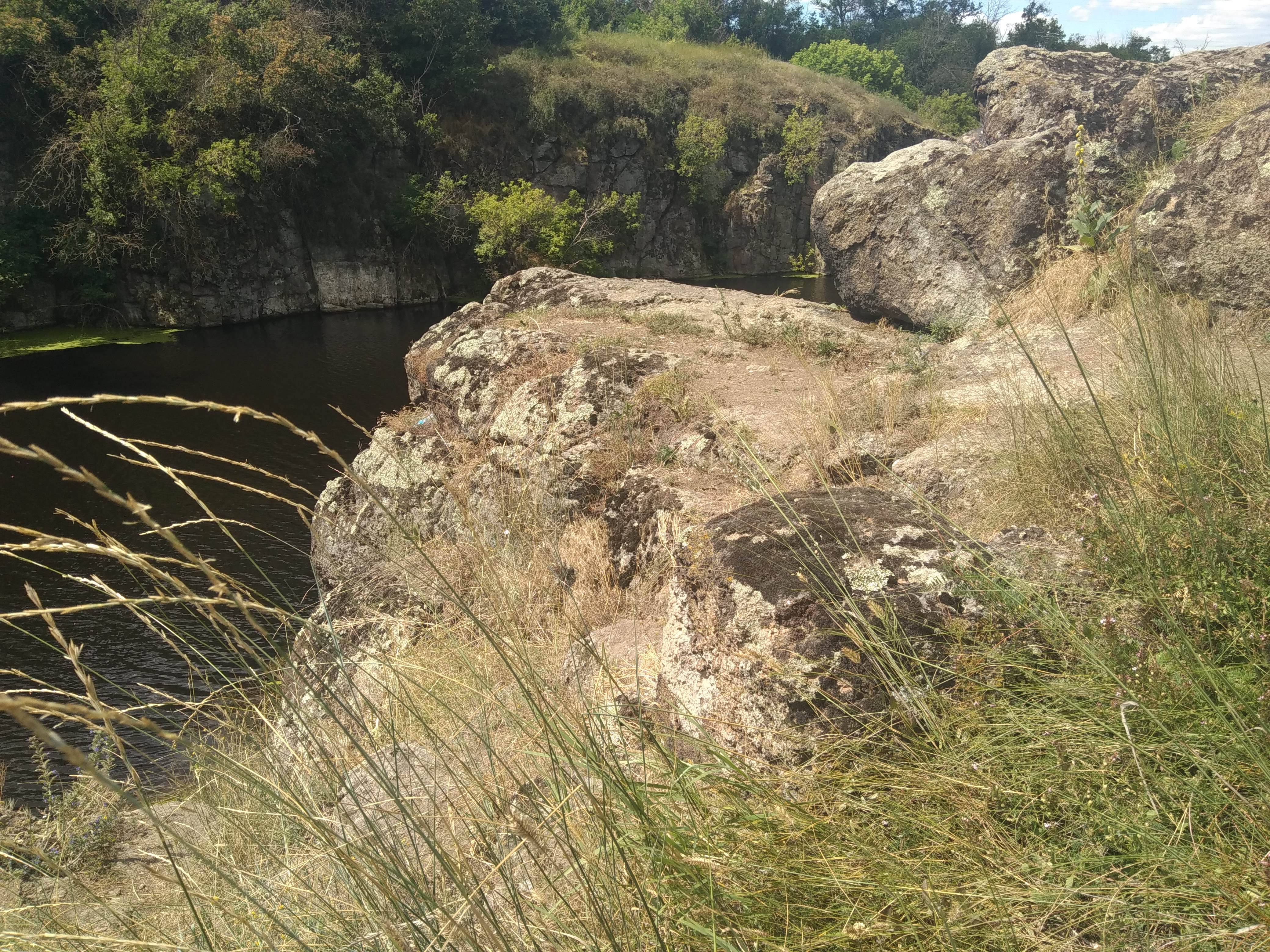
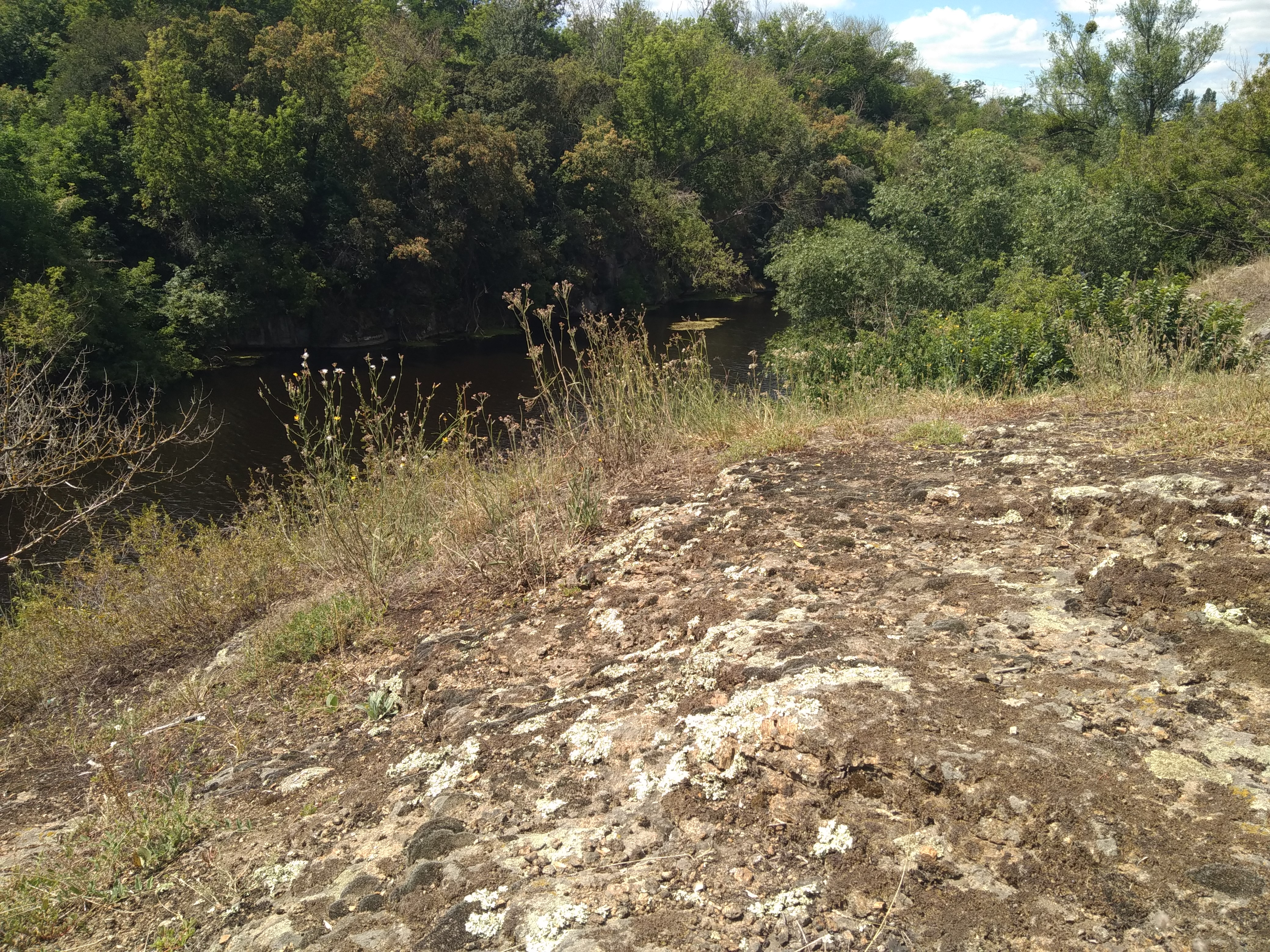
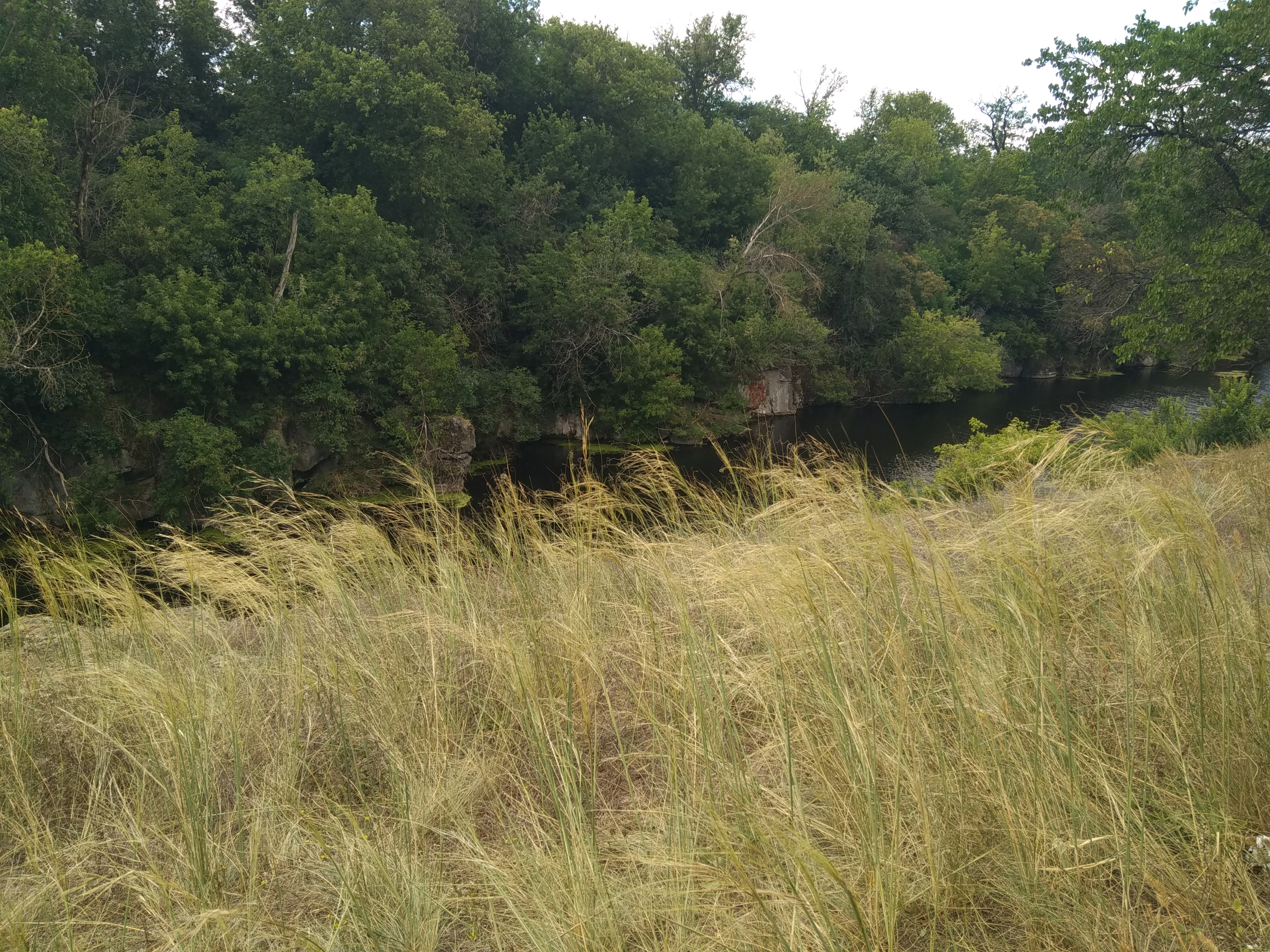
Ковила волосита на схилах каньйону
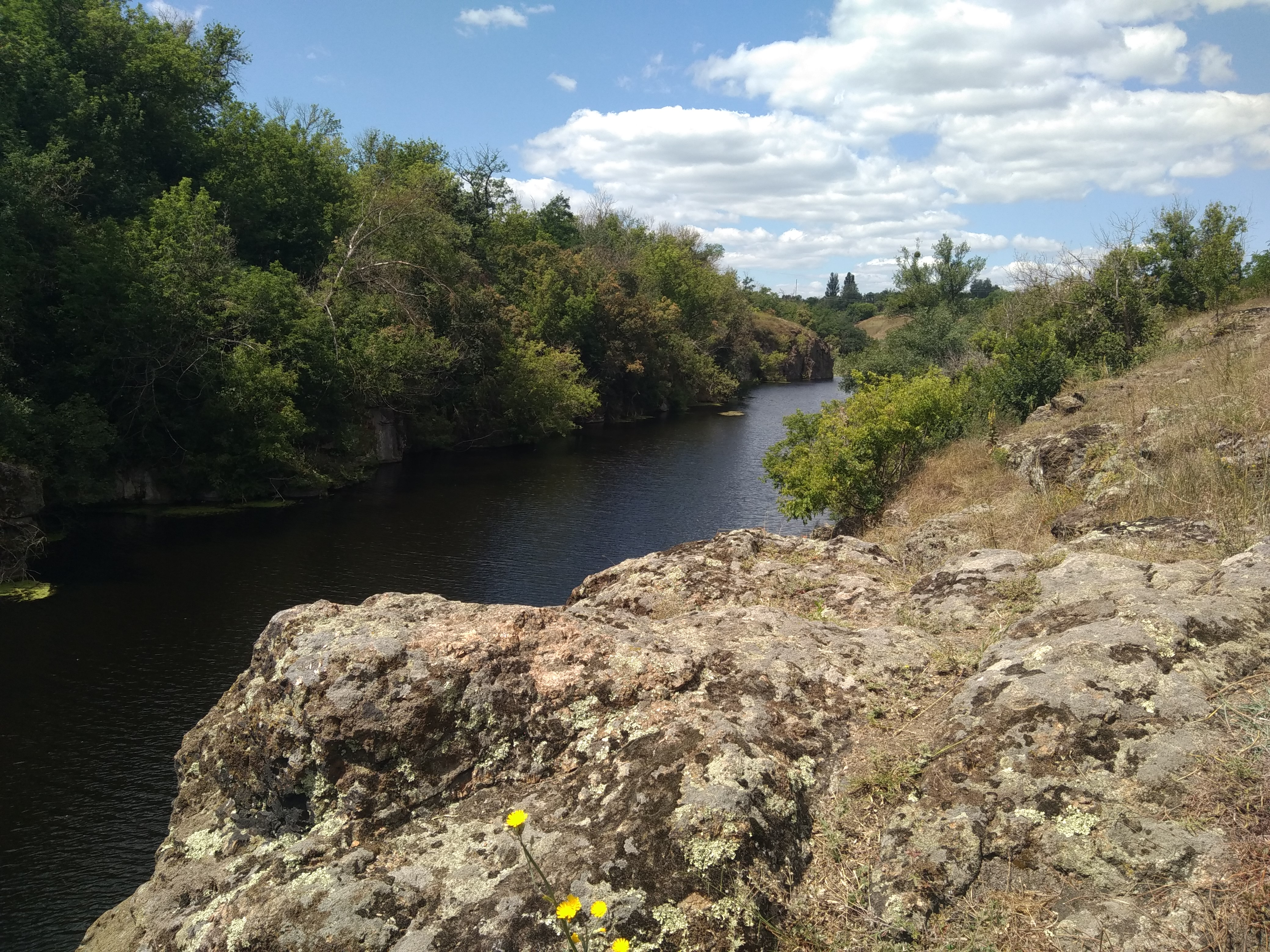
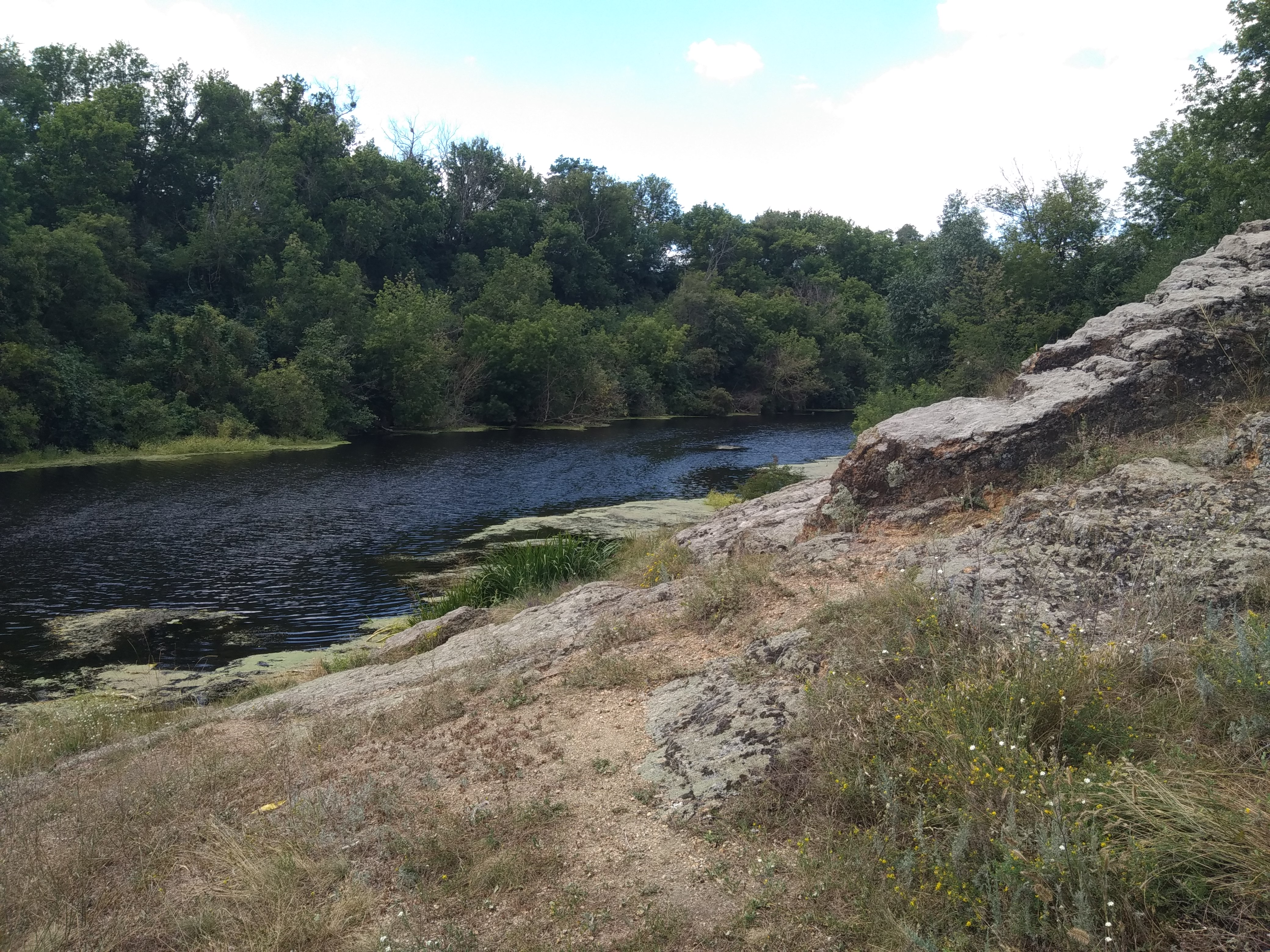
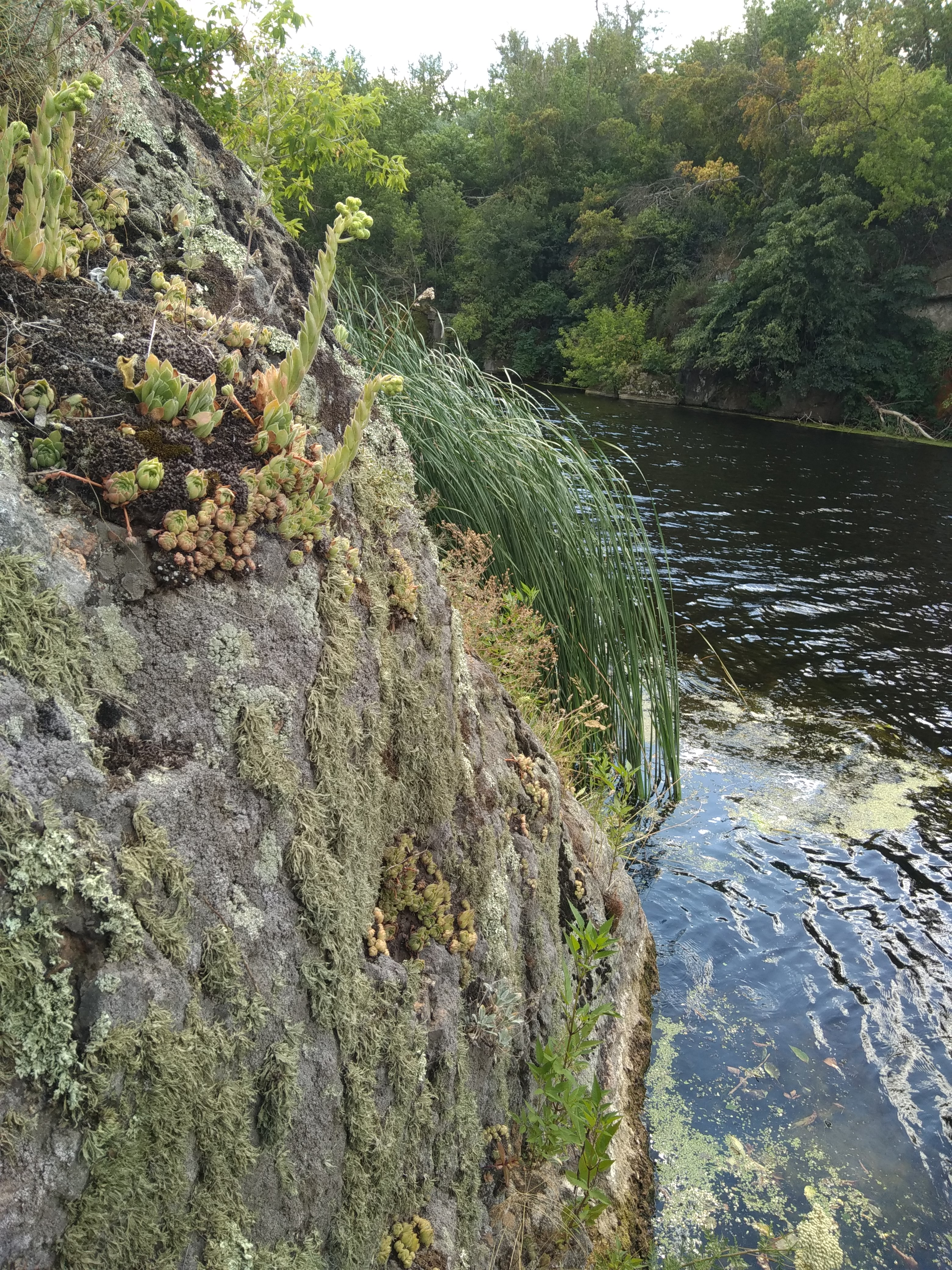
Пушкінська скеля